# 平久保埼灯台
平久保崎灯台（ひらくぼさきとうだい）は、沖縄県石垣市の石垣島にある灯台である。

## 概要
八重山列島の石垣島の北部に延びる平久保半島の北端、平久保崎に位置する。気象測器が設置されており、気象情報（風向・風速・気圧）の提供を行っている。
灯台の完成に伴い灯台までの道路が整備され、石垣島最北端の絶景地として観光スポットとなっている。2016年7月12日には沖縄県内で初めて日本ロマンチスト協会及び日本財団により「恋する灯台」に認定されており、2017年9月19日に認定看板が設置されている。

## 歴史
石垣島の北端に位置する平久保崎には17世紀に平久保遠見台（2007年（平成19年）3月23日に先島諸島火番盛のひとつとして国の史跡に指定）が置かれ、往来する外国船等の監視や烽による通信が行われていた。
- 1965年（昭和40年） - 琉球政府により建設、初点灯[3]。
- 1972年（昭和47年）5月15日 - 沖縄県の本土復帰に伴い管理業務が海上保安庁に移管。
- 2016年（平成28年）7月12日 - 「恋する灯台」に認定[4]。